# Франклін (Канзас)
Франклін (англ. Franklin) — переписна місцевість (CDP) в США, в окрузі Кроуфорд штату Канзас. Населення — 473 особи (2020).

## Географія
Франклін розташований за координатами 37°31′12″ пн. ш. 94°41′47″ зх. д. / 37.52000° пн. ш. 94.69639° зх. д. (37.519979, -94.696366).  За даними Бюро перепису населення США в 2010 році переписна місцевість мала площу 4,46 км², з яких 4,43 км² — суходіл та 0,03 км² — водойми.

## Демографія
Згідно з переписом 2010 року, у переписній місцевості мешкало 375 осіб у 148 домогосподарствах у складі 101 родини. Густота населення становила 84 особи/км².  Було 169 помешкань (38/км²).
Расовий склад населення:
| - 94,9 % — білих - 1,1 % — корінних американців - 1,1 % — чорних або афроамериканців - 0,8 % — азіатів |

До двох чи більше рас належало 1,9 %. Частка іспаномовних становила 1,3 % від усіх жителів.
За віковим діапазоном населення розподілялося таким чином: 27,7 % — особи молодші 18 років, 58,4 % — особи у віці 18—64 років, 13,9 % — особи у віці 65 років та старші. Медіана віку мешканця становила 38,1 року. На 100 осіб жіночої статі у переписній місцевості припадало 99,5 чоловіків;  на 100 жінок у віці від 18 років та старших — 97,8 чоловіків також старших 18 років.
Середній дохід на одне домашнє господарство  становив 42 916 доларів США (медіана — 29 226), а середній дохід на одну сім'ю — 53 067 доларів (медіана — 39 500). Медіана доходів становила 38 929 доларів для чоловіків та 25 167 доларів для жінок. За межею бідності перебувало 11,6 % осіб, у тому числі 16,7 % дітей у віці до 18 років та 12,8 % осіб у віці 65 років та старших.
Цивільне працевлаштоване населення становило 245 осіб. Основні галузі зайнятості: освіта, охорона здоров'я та соціальна допомога — 32,2 %, виробництво — 24,5 %, транспорт — 10,6 %, публічна адміністрація — 8,2 %.